# Think I'm in Love
"Think I'm in Love" é uma música do cantor de rock estadunidense Eddie Money, que faz parte do seu álbum No Control, lançado em 1982. Escrita por Money e Randy Oda (quem é mais conhecido como o formador da banda Creedence Clearwater Revival, Tom Fogerty), é realmente um single. Conseguiu chegar à 16ª posição no Billboard Hot 100, e na 1ª posição nas paradas Hot Mainstream Rock Tracks. Fato inédito na carreira de Money.
O vídeo da música inclui elementos dos clássicos filmes de vampiros (com Eddie Money interpretando um personagem muito semelhante ao Drácula).
A música fez parte nesse ano (2009) do filme Paul Blart: Mall Cop.